# The Immortals (zespół muzyczny)
The Immortals – brytyjska grupa muzyczna, której twórcą był basista grupy Queen, John Deacon. Zespół powstał przed trasą Queen Magic Tour. Dyskografię zespołu stanowią: jeden singel No Turning Back oraz płyta Biggles: Adventures in Time ze ścieżką dźwiękową do filmu o tym samym tytule.

## Skład
- Robert Ahwai – wokal i gitara elektryczna
- John Deacon – gitara basowa
- Lenny Zakatek – perkusja

## Dyskografia

### Single
- No Turning Back

### Albumy studyjne
- Biggles: Adventures in Time